# Neogoniolithon trichotomum
Neogoniolithon trichotomum (Heydrich) Setchell & L.R. Mason, 1943  é o nome botânico  de uma espécie de algas vermelhas pluricelulares do gênero Neogoniolithon, família Corallinaceae, subfamília Mastophoroideae.
- São algas marinhas encontradas no México (Pacífico), Quênia, China, Vietnã e Ilhas Revillagigedo.

## Sinonímia
- Lithothamnion trichotomum  Heydrich, 1901
- Lithophyllum trichotomum  (Heydrich) Me. Lemoine, 1929